# Wilhelm-Heinrich Schmitz
Wilhelm-Heinrich Schmitz (* 4. November 1903; † 30. April 1968) war ein deutscher Kriminalist, SS-Führer, Gestapo-Beamter, Mitarbeiter der Geheimen Feldpolizei, Referatsleiter im RSHA, Mitarbeiter der Organisation Gehlen (OG) sowie beim Bundesnachrichtendienst (BND).

## Biografie
Schmitz begann nach dem Schulbesuch ein Studium, das er mit einer Promotion abschloss. Danach war er als Kriminalsekretär kurzzeitig bei den Gestapo-Leitstellen in Darmstadt und Düsseldorf eingesetzt. In dieser Zeit wurde er Mitglied der SS mit der Nr. 167.994 und hatte den Rang eines SS-Sturmführers. Ab Oktober 1933 tat er Dienst bei der Gestapo-Außenstelle Schneidemühl unter dem damaligen Leiter SS-Hauptsturmführer Rudolf Loeffel (* 1908), den er Ende 1934 ablöste. Seinen Geschäftssitz hatte er in Schneidemühl, Danziger Platz 7 dem sogenannten „Reichsdankhaus“. Spätestens im Oktober 1935 übernahm diesen Posten SS-Obersturmführer Karl Bertram (1909–1996). Vermutlich erhielt Schmitz bereits im Sommer 1936 einen Einsatzbefehl nach Spanien.
Ab Herbst 1936 war Schmitz unter dem Decknamen „Dr. Schmieder“ bei der Einsatzgruppe der Gestapo und des Sicherheitsdienstes zur nachrichtendienstlichen und polizeilichen Absicherung des militärischen Einsatzes der Legion Condor auf der iberischen Halbinsel tätig. Sein Vorgesetzter war hier Kriminalrat Herbert Fischer von der Abt. III 2/A des Gestapohaupamtes Berlin. Während dieses Auslandseinsatzes war er auch zeitweilig bei der vor Ort agierenden Geheimen Feldpolizei eingesetzt. In Spanien erprobte diese Ordnungstruppen erstmalig ihre Struktur und die Umsetzung der Einsatzschwerpunkte in realer Kriegssituation und auf fremdem Territorium. Spätestens Anfang 1939 kehrte Schmitz nach Deutschland zurück. Im darauffolgenden Jahr 1940 gab es zwei Schnittpunkte, an denen er, ohne eine genauere Zuordnung der dabei ausgeübten Tätigkeit, in Erscheinung trat. Das war zum einen der Einsatz im Generalgouvernement beim Kommandeur der Sicherheitspolizei und des Sicherheitsdienstes (KdS) in Warschau. Zu dieser Zeit hatte dieses Amt Walter Hammer inne. Zum Zweiten befand er sich im gleichen Jahr zu einem Lehrgang an der Führerschule des Sicherheitsdienstes in Berlin-Charlottenburg. Hier lernte er Theo Saevecke kennen, der sich auf einen Einsatz bei der italienischen Polizei vorbereitete.
Spätestens Anfang 1941 wurde Schmitz im Reichssicherheitshauptamt, Amt IVE 6 – Bereich Abwehr Süd – als Referatsleiter eingesetzt. Zu diesem Zeitpunkt war er bereits Kriminalrat und hatte den Rang eines SS-Hauptsturmführers. Sein Vorgesetzter war hier der Amtschef IV, SS-Brigadeführer und Generalmajor der Polizei Heinrich Müller. Als Leiter der Abteilung IV E war SS-Sturmbannführer Walter Schellenberg eingesetzt. Schmitz Aufgabe bestand in diesem Arbeitsbereich in der „Gegnerbekämpfung“ mit dem regionalen Schwerpunkt der Tschechoslowakei. Im April 1941 wurde er zum SS-Sturmbannführer befördert. Und wechselte im Juli 1941 mit Schellenberg, in das von diesem übernommene Amt VI – Auslandsnachrichtendienst. Diese Tätigkeit gab er im Mai 1942, kurz nach dem Attentat im Mai 1942 auf den Chef des Reichssicherheitshauptamts und stellvertretenden Reichsprotektor von Böhmen und Mähren Reinhard Heydrich in Prag, ab. Kurzfristig nach dem Bekanntwerden des Anschlages auf Heydrich reiste Schmitz nach Prag und war dort maßgeblich mit an der Aufklärung, Verfolgung der Attentäter beteiligt. In diesem Rahmen war mit verantwortlich an den sich daran anschließenden Terror- und Verhaftungswellen sowie den deutschen Vergeltungsmaßnahmen gegen die tschechische Bevölkerung. Das betraf vor allem die Zerstörung des Dorfes Lidice, die Ermordung seiner Einwohner und die Erschießungen von ca. 3.000 Tschechen.
Mit seiner Rückkehr nach Berlin 1942 wurde Schmitz weiter im Reichssicherheitshauptamt, Amt VI verwendet und war als persönlicher Referent von Walter Schellenberg tätig. Zu den von Schmitz wahrgenommenen Aufgaben gehörten dabei vor allem Personalfragen und die Verbindung zu anderen Sektionen zur Gestaltung einer reibungslosen Zusammenarbeit. In diesem Bereich wurde Schmitz zur Beförderung zum SS-Obersturmbannführer vorgeschlagen. Über seine Tätigkeit in den folgenden Jahren liegen nur bruchstückartige und kaum belastbare Informationen vor.
Im April 1968 verstarb Wilhelm-Heinrich Schmitz.